# Матіївка (Ніжинський район)
Маті́ївка — село в Україні, у Батуринській міській громаді Ніжинського району Чернігівської області. Центр (з 2018 року) Матіївського старостинського округу Батуринської ОТГ, наступник Матіївської сільської ради. Населення — 281 (2020). Розташоване на правому березі річки Сейм.

## Природа
На південь і південний захід від села розташована заболочена заплава річки Сейм. На схід від села розташований гідрологічний заказник — «Кучугурське», а на північний схід — гідрологічний заказник «Халімонове».

## Історія села

### Найдавніші часи
Археологічні дослідження показали, що людина з'явилася на території Матіївської сільської ради 5-7 тисяч років тому. У різні часи тут проводили археологічні дослідження Юрій Виноградський (Сосницький краєзнавчий музей, 1930-ті рр.), Юрій Ситий (Чернігівський державний педагогічний університет, 1990-ті рр.) та Геннадій Жаров (Чернігівська обласна інспекція охорони пам'яток, 2005—2010 рр.). Ними на території Матіївської сільської ради відкриті пам'ятки неолітичної доби (кінець V—III тис. до н. е.), бронзової доби (кінець III — початок I тис. до н. е.), ранньої залізної доби (I тис. до н. е.), слов'янських культур та часів Київської Русі (I—XI ст.). Це були малолюдні та нетривалі поселення. Основними заняттями мешканців тоді були мисливство та рибальство.

### XVII— XVIII століття
На місці сучасного села Матіївка постійне поселення виникло не раніше першої чверті XVII ст. і тривалий час (до 1918 р.) було передмістям Батурина.
У XVII ст. забудова Матіївка знаходилася уздовж озера Волик та на підвищенні правобережної надзаплавної тераси річки Сейм (річка) — Городищечка.
Мешканці Матіївки забезпечували функціонування перевозу через річку Сейм, займалися рибальством та млинарством. Через населений пункт проходив Києво-Московський поштовий тракт.
Бідні, здебільшого піщані ґрунти мало приваблювали сюди поселенців. З розвитком Батурина, що з 1669 р. став гетьманською резиденцією, виникла потреба збільшення житлового фонду і обробітку угідь на правому березі річки. До гетьманського Обмачівського палацу (економії) належали угіддя довкола Матіївки: сінокоси в урочищах Окоп і Ципкін, над болотами Довгим та Сточками, сіножать за Підборною, листяний ліс над озером Тинна (поблизу сучасного хутора Обірок) площею 228 га, ліси Григоровщина, Реєнтовщина, Максимовщина та ін. У заплаві Сейму знаходилися гетьманські рибні озера і стариці: Вирище та Сеймище, Лаходи та Печисько, Просторе, Бубельне, Ковильне, друге Сеймище, Гонча та Кунін, Станове, Попівка, Котельне. Найбільші прибутки двір отримував від млинів на Сеймі.
Дані про склад населення Матіївки вміщено до так званої "Мазепиної книги" — опису володінь гетьмана І. Мазепи, складеного в 1726 р.: «Під Батурином біля млинів належна до двору … Мазепи, а нині до Обмачівського хутора слобідка Матіївка, а в ній піддані мужики, саме: пахатні (або тяглові, платили повний податок) — 14 дворів…; непахатні (не мали достатньої кількості худоби для сплати за неї податку) — 7 дворів …; непахатні люзні (ремісники) — 9 дворів…; неплатні, служать до хутора — 52 двори; на послугах — 1 двір; протекціанти (перебували під протекцією, захистом) колишнього генерального судді Івана Чарниша на своїх власних ґрунтах — 3 двори; протекціанти Федора Кочубея — на власному ґрунті — 1 двір, на Кочубеєвому ґрунті — 2 двори». За цим описом у Матіївці нараховано 89 домогосподарств.
Це ж джерело вказує, що в Матіївці мешкали мірошники, які працювали на водяних млинах на Сеймі, і подає їхній поіменний список. Зокрема, власниками млинів були Максим Коломієць, Хома Мізь, Павло Чавусенко, Лук'ян Гаврученко, вдова Уляна Загорульчиха, а решта працювали по найму на чужих млинах.
За матеріалами Слідства про маєтності Ніжинського полку (1729-1730), «… місто Батурин з показаними слобідками, до нього належними, а саме Підзамковою, Горбанівкою, Гончарівкою і Матіївкою у часи Дем'яна Ігнатовича, Івана Самойловича та Івана Мазепи було вільним, лише в диспозиції гетьманській знаходилося; а за гетьмана Скоропадського належали посполиті до сотні Батуринської; а по гетьману Скоропадському було у володінні князя Меншикова, а нині на Його імператорську величність в описі (віддане до царської казни)».
Указом імператриці Анни Іоанівни від 11 липня 1740 р. Батуринська волость була передана у відання полкових командирів кінної лейб-гвардії для утримання на її землях кінного заводу. У Батурині та прилеглих слободах Гончарівці, Матіївці і Горбанівці гвардії відійшов 171 двір селян. Військові порядкували на Батуринщині 10 років, поки за царським указом від 24 липня 1750 р. тут постала гетьманська резиденція Кирила Розумовського.
У Матіївці у цей час проживали козаки, а також посполиті — піддані Кирила Розумовського, Олексія Розумовського та інших власників.
Наприкінці XVIII ст. біля Матіївки через річку Сейм діяло дві поромні переправи, одна з яких належала Батуринській волості, а інша — Новомлинському жіночому монастирю.

### XIX століття
Після смерті гетьмана К. Розумовського (1803 р.) його Батуринська економія за заповітом переходить синові Андрію. Опис нерухомого майна Андрія Розумовського в Батурині, датований 26 вересням 1836 р., констатує: «по другую сторону реки Сейм, у так называемых передместиях Метеевке и Гродищечку, живут крестьяне Его светлости и другого названия люди».

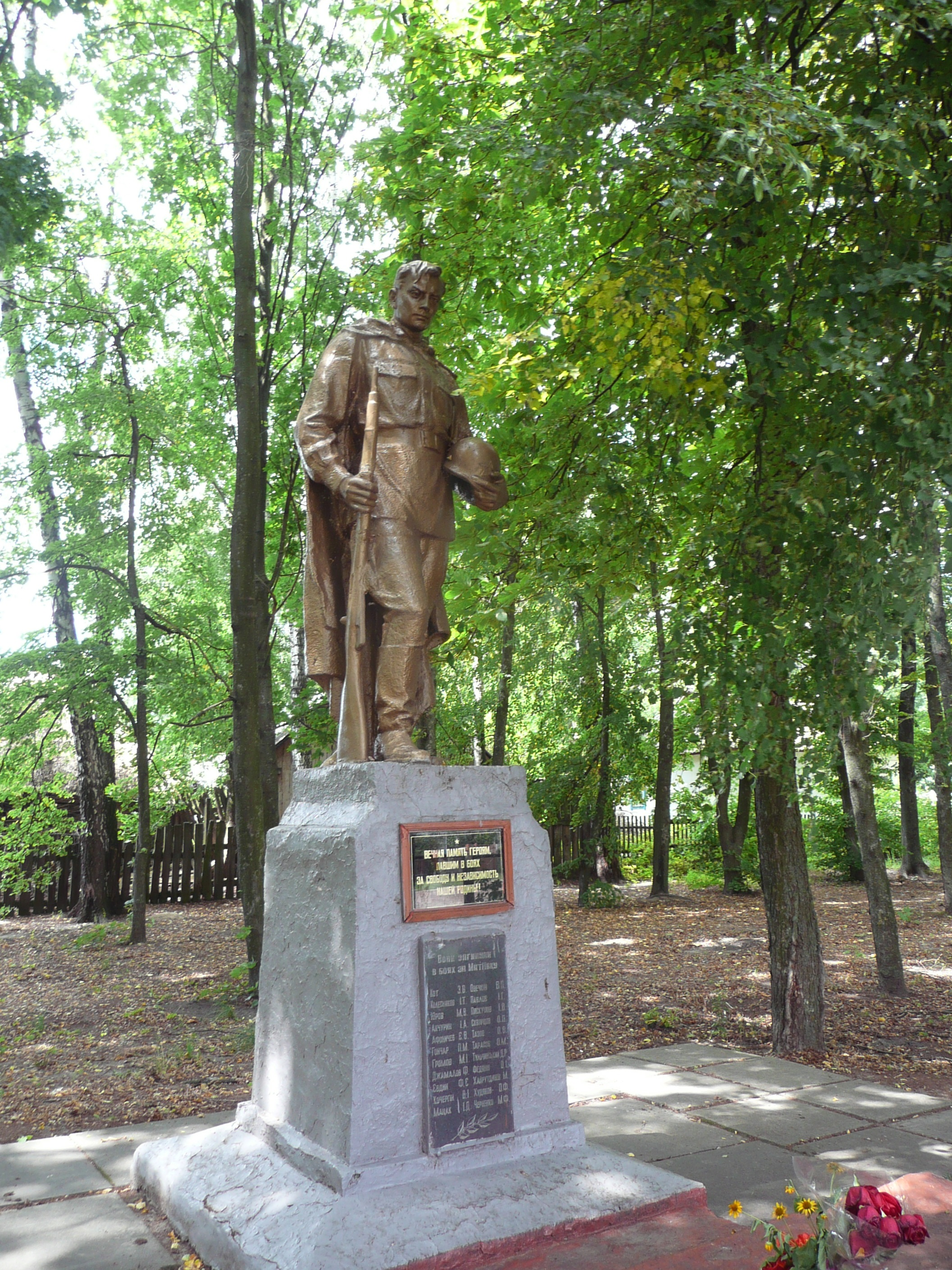
Пам'ятник Невідомому солдату на братській могилі у сільському сквері.

Та вже до середини XIX ст. на території сучасної Матіївської сільської ради окрім вказаних слобод існувала значна кількість хуторів. Це, зокрема, ілюструє карта Чернігівської губернії 1855 р. та збірник «Списки населених місць Чернігівської губернії по даним 1859 р.». Отримавши в спадок, оренду, чи купивши землю, селяни або дрібні землевласники засновували на цих ділянках хутори — переважно односімейні господарства, де було від 1 до 10 хат. Зазвичай хутори отримували свої назви від прізвищ власників.
Найближче до козацько-власницької слобідки Матіївки (при озері Волику, 50 дворів, 375 чол.) знаходилися козацька слобідка Городищечко (при озері Кіянці, 10 дворів, 47 чол.), та козацький хутір Мізин (Мізів) (на шляху до Обірку), який належав родині мірошників на прізвище Мізь (1 двір, 5 чол.).
Сучасне селище Мости складалося з двох хуторів — Піски (ближче до Батурина) та Мости. Ще їх називали Мости-на-Пісках чи Мостища. У 1856 р. разом вони мали 10 дворів та 49 жителів.
Селище Шумейкине було поселене пізніше 1860-х років.
На схід від Мостів, у районі сучасної Голубівки, знаходилися хутір Черевчишин (власницький, 1 двір, 12 чол.), два хутори Гороховських, Шумейки (2 двори, 13 чол.) та Лопатовський або Шевченків (козацький, 3 двори, 10 чол.). На даний час не існують.
Південніше Пісків знаходилися хутори Рибаків та Петровський. На даний час не існують.
На території урочища Мельникового знаходився хутір Карташевських (8 дворів, 40 чол.), який згодом став власністю М. Мельникова разом із 69 десятинами (близько 70 га) землі. На даний час не існує.
Будинок Мельникова знаходився на ділянці сучасного поля, ліворуч, перед шлюзом. На місці, де був господарський двір, зараз знаходиться піщаний кар'єр. Серед насаджень досі можна зустріти здичавілі яблуні, груші, барбарис - залишки саду. М. Мельникова, матіївського "пана", вбили в 1917 місцеві активісти. Його було поховано на цвинтарі біля церкви Іоана Богослова.
Сучасний хутір Лісова Поляна звався Кучугурами (8 дворів, 43 чол.), Лопатин — Возним, Світлопавловським чи Лотошевським (8 дворів, 45 чол.).
Козацький хутір Бондарів (8 дворів, 43 чол.) в середині XIX ст. вже був. Північніше знаходилося поселення Попів (Гнилозубовський, Покотилин) — 1 двір, 8 чол., південніше — Сміловщина (Милаєвських) — 2 двори, 19 чол. На даний час не існують.
Сучасна Веселівка була власницьким хутором Деркачовим «за пустою греблею» (4 двори, 10 чол.).
У районі сучасних селищ Кацирів, Прохорів та Обирку знаходилися — з півночі на південь — хутори: Башуцький (Гудовичі) — 1 двір, 6 чол., Обирок (13 дворів, 84 чол.), Нестеренків (Косовичівський, Гуринів) — 3 двори, 13 чол., Дубовський, Новохацького.
Неподалік знаходився власницький хутір Ластовещина (Мельників) (між Обирком і Матіївкою) 1 двір, 8 чол.
А на захід від Обирку, при озері Осотному — козацький хутір Терлаші (Карлашевський, Гарлаші) — 7 дворів, 41 чол. Ця територія нині відноситься до Обмачівської сільської ради.
«Опис Чернігівської єпархії» (1874 р.) наводить кількість парафіян Богословської церкви, що вказує на кількість населення Матіївки з навколишніми хуторами:
| 1790                 | 1810                 | 1830                 | 1850                 | 1860                 |
| -------------------- | -------------------- | -------------------- | -------------------- | -------------------- |
| 417 (ч. 205, ж. 212) | 456 (ч. 227, ж. 229) | 657 (ч. 311, ж. 346) | 667 (ч. 330, ж. 337) | 685 (ч. 334, ж. 351) |

Короткий історико-статистичний опис Батуринської округи наведено в «Пам'ятній книжці Конотопського земства 1865—1890»: 
| «м. Батурин, при р. Сеймі, заснований 1629 р. З 1670 до 1708 р. тут жили малоросійські гетьмани. До Батурина були приписані всі гетьманські маєтки, які знаходились в Конотопському і Кролевецькому повітах, складаючи Батуринську волость. В Батурині жив під кінець свого життя колишній гетьман граф К. Г. Розумовський, тут же він і помер. За борги сина його князя Андрія Кириловича Розумовського, Батуринська волость, крім підданих із складу її сіл, надійшла в 1853 р. у володіння казни. Населення: Батурин — 3770 (310 дворів), Матіївка — 751, х. Мости — 84, х. Шевченка — 73, х. Карташевського — 75, слобідка Городищечко — 46, х. Кучугури — 173, х. Мезин — 20, х. Ластовещина — 6, х. Сміловщина — 60, х. Обирок — 112, х. Шовковиця — 56.» |

### ХХ століття
У серпні - жовтні 1919 р., коли у Батурині закріпилися денікінські формування, фронт простягнувся понад Сеймом. На правому березі знаходилися більшовики, озброєні гвинтівками, кулеметами й гарматами. По дві гармати знаходилися на пагорбах в хуторах Кучугурах і Обирку.
Першими комсомольцями Матіївки були К.Д. Москалець (секретар сільревкому), Ф.Г.Оксінь, Марфа Коток, Петро Пишенко. За ініціативи комсомольської організації в 1923 р. в Матіївці було організовано комітет незаможних селян. Головою його став В.Сергієнко. Одним з напрямків роботи більшовистських "активістів" (Я.М.Сивець, Я.Д.Лівшук, С.Є.Гуржій, М.Рибак) була боротьба з місцевими "куркулями" Марченками, Маліями, Паримоновичами.

### Голодомор, списки загиблих
С-ще Лопатин:
- Венгер Дмитро Данилович, 1933 р., голод
- Левко Іван […], 20 р., 1933 р., голод
- Пономаренко Уляна […], 65 р., 1933 р., голод
- Шеремет Іван […], 50 р., 1933 р., голод

Село Матіївка:
- Омельченко Іван […], 1933 р., голод
- Омельченко Наталія […], 1933 р., голод
- Рощик Ганна Кузьмівна, 1926 р., голод
- Рощик Наталія Кузьмівна, 1924 р., голод
- Хармак Агафон […], голод.[4]

### Незалежна Україна
12 червня 2020 року, відповідно до розпорядження Кабінету Міністрів України № 730-р «Про визначення адміністративних центрів та затвердження територій територіальних громад Чернігівської області», увійшло до складу Батуринської міської громади.
19 липня 2020 року, в результаті адміністративно-територіальної реформи та ліквідації Бахмацького району, село увійшло до складу Ніжинського району Чернігівської області.

### Загиблі уросійсько-українській війніз 2014
- 18 жовтня 2014, неподалік села Вільхове Луганської області, Ровний Олександр Олександрович (нар. 29 листопада 1991 р., похований у с. Річки Сумської області), кавалер ордена «За мужність» ІІІ ступеня.[7]
- 21 лютого 2024, біля міста Авдіївка Донецької області,  Маслак Артем Вікторович  (нар. 2 січня 1992 р. у с. Горохове, мешкав в с. Мости, навчався в Матіївській ЗОШ І—ІІ ступенів, похований у с. Мости).[8]

## Школа
Перша школа (школа грамоти) була відкрита при церкві Іоанна Богослова в 1898 р. Вона знаходилася у орендованих хатах. Утримувалася частково за батьківські кошти, частково — церковною опікою та Конотопським відділенням Єпархіальної училищної ради.
У 1902 р. в школі навчалось 50 учнів — 35 хлопчиків і 15 дівчаток. Учителем у них був Макар Гаврилович Московченко (закінчив другокласну учительську школу в с. Вирівка Конотопського повіту).
З приходом радянської влади загальноосвітню школу відкрили у 1924 р. З будинку церковної громади більшовики виселили священика і розмістили у ньому школу. Першою вчителькою у ній працювала У.І.Цибуля — дочка першого голови Батуринського волревкому І.М. Цибулі.
До Другої світової війни та відразу після неї школа працювала у окремих будівлях: у колишньому церковному будинку на Городищечку та у центральній частині села, де пізніше розмістився колгоспний дитячий садок, потім - ФАП.
У 1960 р. збудовано окреме приміщення школи (вул. Коропська, 10), яке використовувалося за призначенням до 2017 р.
У 1971 р. у Матіївській восьмирічній школі вчилося 131 учнів і працювало 13 вчителів.
До 2016 р. у селі діяла україномовна середня школа I—II ступенів. В 2016 р. її реорганізовано в Матіївський навчально-виховний комплекс: загальноосвітній навчальний заклад I ступеня — дошкільний навчальний заклад Бахмацької районної ради. У 2016—2017 н. р. кількість вихованців — 11, кількість персоналу — 13.
Директори:
Занькович,
Хільчевський Василь Данилович,
Кругліков,
Олефіренко,
Кишко Олександр Костянтинович (працював з 1960 по 1993 рр.),
Оксінь Олександра Дмитрівна (1994-2008 рр.),
Тарасенко Марина Валеріївна.
Учителі початкових класів:
Батюк Никифор Павлович, Кошена (Калініченко) Катерина Гордіївна, Філь Галина Іванівна, Маслак Антоніна Кузьмівна, Соколовська Тетяна Іванівна та інші.
Учителі старших класів: Лобовик Ніна Іванівна, Ярошенко Марія Михайлівна, Лопата Олексій Іванович та інші.

## Церква Івана Богослова
На початку XVIII ст. в Батурині, на території садиби генерального судді В. Кочубея була споруджена  церква Введення Пресвятої Богородиці. В 1707 р. вона вже існувала. Церква була споруджена з дубового дерева, іконостас — теж дубовий, різний з позолотою.
На замовлення сина генерального судді, Федора Васильовича, для церкви відлито дзвін.
Наприкінці 1760-х рр. садибу Кочубеїв придбав Кирило Розумовський. За бажанням гетьмана у 1778 р. церкву Введення Пресвятої Богородиці перенесено на правий берег Сейму «для селенцев Митиевки и Городищечка», яким під час водопілля було складно здійснювати християнські треби в храмах Батурина, та освячена на честь Святого Апостола і Євангеліста Івана Богослова.
Церква знаходилася на підвищенні між Городищечком та Матіївкою.
Церква була виразного «баштового» типу, одноверха. При перенесенні на нове місце церква була пересипана, але первісний план її зберігся: чотиригранний бабинець, восьмигранний центр і шестигранний вівтар.  Маса і форма верху центральної дільниці не зазнали значних змін, тоді як зруб стін центру, можливо, став нижчим, втративши дещо в монументальності.
У 1828-30 рр. при церкві Йоана Богослова були збудовані дерев'яна дзвіниця і огорожа. Велику роль в подальшому її благоустрої відіграв священник Симеон Климентійович Бєглєвський, який отримав цю парафію у 1849 р. Його стараннями у 1856 р. церква, а пізніше і дзвіниця були покриті залізом. В середині храм був розписаний. На його подвір'ї стояли дерев'яні хрести і кам'яні надгробки церковного цвинтаря.
У 1898 р. при церкві відкрито школу грамоти. Богословська церква мала великий хор.
У 1902 р. кількість парафіян церкви Івана Богослова становила 1574 чол. (ч.756, ж.818), які жили у 180 дворах. По соціальному складу найбільше було козаків (519 чол.), далі — селян (500 чол.) та нижчих військових чинів (346 чол.).
У 1933 р. церква Івана Богослова розібрана місцевими більшовицькими активістами. Матеріали, вилучені з храму, були використані на добудову приміщення Матіївської сільської ради, яка розмістилася в хаті «куркуля» М. О. Клишки. У наш час у цій будівлі знаходиться відділення № 16514 Укрпошти. Церковний цвинтар було зруйновано під час побудови (1974-1975 рр.) автотраси, що сполучає село з шосе Київ-Бачівськ М02.

## Населення

### Мова
Розподіл населення за рідною мовою за даними перепису 2001 року:
| Мова       | Кількість | Відсоток |
| ---------- | --------- | -------- |
| українська | 361       | 97.57%   |
| російська  | 8         | 2.16%    |
| білоруська | 1         | 0.27%    |
| Усього     | 370       | 100%     |

### Традиційні прізвища
Бабак,

Безсмертний,

Бражник,

Будник (Будниченко),

Васюра,

Вітер (Вітренко),

Воловник, (Воловниченко),

Гаврученко,

Дзюба,

Деньга,

Дробязко,

Жила,

Запарун,

Кгомола,

Коваль,

Козел,

Коломієць,

Каторга (Каторженко),

Крутоголов,

Купрій (Купрієнко),

Лева,

Литвиненко,

Мізь,

Макаренко,

Мануйленко,

Медвідь,

Міщенко,

Москаль (Москаленко),

Мовчан (Мовчаненко),

Оксінь (Оксіненко),

Олексієнко,

Омельченко,

Оробей (Оробенко),

Павленко,

Пугач,

Рибак,

Ровний (Ровненко),

Саєнко,

Середа,

Сивець,

Скрипка,

Соловей,

Суховієнко,

Сухомлин,

Стукало,

Тарасенко,

Тимошенко,

Тимченко,

Уласенко,

Хільченко, 

Хижняк,

Чаусенко,

Чуйко (Чуйченко),

Ющенко, 

Якименко,

Яременко,

Білецький, 

Квач,

Кипар,

Книш,

Кривенко,

Лопата,

Поцапайло, 

Проценко,

Рибак,

Ровний,

Сивець,

Стовпець, 

Філь,

Фіненко,

Хільченко,

Швидкий,

## В селі народилися
- Юрій Бондаренко (нар. 1936) — український вчений-патофізіолог.
- Віктор Бондаренко (1941—1984) — український філолог, краєзнавець.[12]
- Данило Бузун — козак нестройової сотні 4-ї Київської дивізії Армії УНР, Герой Другого Зимового походу.
- Юрій Горбань (нар. 1937) — український історик.
- Вілій Москалець (1927—2001) — український письменник (прозаїк). Член Спілки письменників України (згодом Національної). Батько письменника Костя Москальця.
- Кость Москалець (нар. 1963) — український поет, перекладач. Закінчив Літературний інститут ім. М. Горького у Москві (1990).
- Олександр Ровний  (1991—2014) — солдат Збройних сил України, учасник російсько-української війни. Нагороджений орденом «За мужність» ІІІ ступеня (посмертно).

### Пов'язані з селом
- Беглевський Симеон Климентійович (3 лютого 1826 — 1903) — протоієрей, настоятель Івано-Богословської церкви с. Матіївка (1849—1903).
- Маслак Артем Вікторович (2 січня 1992 —21 лютого 2024) — солдат Збройних сил України, учасник російсько-української війни. Нагороджений почесним нагрудним знаком «Сталевий хрест» (2023).

## Адміністративна географія
• ? — 1649 — слобідка, передмістя Батурина — у складі Батуринської волості (округу) Новгород-Сіверського повіту Чернігівського воєводства Речі Посполитої;
• 1649—1654 — слобідка, передмістя Батурина — у складі Батуринської сотні Чернігівського полку Гетьманщини;
• 1654—1778 — слобідка, передмістя Батурина — у складі Батуринської сотні Ніжинського полку Гетьманщини;
• 1778—1781 — передмістя Батурина, у складі Батуринської сотні Ніжинського полку Гетьманщини;
• 1781—1791 — передмістя Батурина, у складі Батуринської волості Конотопського повіту Новгород-Сіверського намісництва Російської імперії;
• 1791—1796 — передмістя Батурина, у складі Батуринської волості Конотопського повіту Чернігівського намісництва Російської імперії;
• 1796—1802 — передмістя Батурина, у складі Батуринської волості Конотопського повіту Малоросійської губернії Російської імперії;
• 1802—1917 — передмістя Батурина, у складі Батуринської волості Конотопського повіту Чернігівської губернії Російської імперії;
• 1917—1922 — село, у складі Батуринської волості Конотопського повіту Чернігівської губернії (належить різним урядам: революційному комуністичному, Української Народної Республіки, Української держави П.Скоропадського, Української Соціалістичної Радянської Республіки, зона окупації військами А. І. Денікіна);
• 1922—1923 — село, у складі Батуринської волості Конотопського повіту Чернігівської губернії Української РСР;
• 1923—1925 — село, у складі Батуринського району Конотопської округи (округу) Чернігівської губернії Української РСР;
• 1925—1930 — село, у складі Батуринського району Конотопської округи (округу) Поліського підрайону Української РСР;
• 1930—1932 — село, у складі Батуринського району Поліського підрайону Української РСР;
• 1932—1935 — село, у складі Бахмацького району Чернігівської області Української РСР;
• 1935—1941 — село, у складі Батуринського району Чернігівської області Української РСР;
• 1941—1943 — село, у складі Батуринського району Чернігівської області прифронтової території Німеччини (зона окупації Німеччини);
• 1943—1960 — село, у складі Батуринського району Чернігівської області Української РСР;
• 1960—1991 — село, у складі Бахмацького району Чернігівської області Української РСР;
• 1991—2016 — село, у складі Бахмацького району Чернігівської області України;
• 2016—2020 — село, у складі Батуринської ОТГ Бахмацького району Чернігівської області України;
• з 2020 — село, у складі Батуринської ОТГ Ніжинського району Чернігівської області України.